# Minuf
Minuf (arabiska منوف, Minūf) är den näst största staden i guvernementet Al-Minufiyya i Egypten. Folkmängden uppgår till cirka 110 000 invånare. 